# ابن القف الكركي
أبو الفرج أمين الدولة بن يعقوب المعروف بابن القف الكركي (630 هـ - 685 هـ / 1232 م - 1286 م) كان طبيبًا وعالمًا، نشأ في مدينة الكرك التي تقع في الأردن حاليًا ونشأ فيها وأخذ عن علمائها إلى أن هاجر طلبا للعلم إلى صلخد، وخدم وعمل في كل من قلعة الكرك وفي قلعة عجلون وفي قلعة دمشق بالطب والتأليف وقد ترجم له ابن أبي أصيبعة وأثنى عليه.

## نشأته
ولد في مدينة الكرك (التي تقع جنوب الأردن) عام 630 هـ (1233 م) في عهد الملك الأيوبي الناصر داود وكان قد نشأ فيها وأخذ عن علمائها واعتنق الديانة المسيحية فكان من نصارى الكرك، وقد كان والده صديقًا لابن أبي أصيبعة حافظًا للشعر وكان كاتبًا في عهد الملك الناصر داود في مدينة صلخد في ديوان البر. كان ابن القف الكركي كثير الصمت أحب سير العلماء في عصره، فقصده والده أن يدرس الطب عند ابن أبي أصيبعة في صلخد، فهاجر إليها ثم درس عنده وحفظ الكتب المتداولة عن الطب وصناعتها مثل الفصول لأبقراط الذي عرف قواعدها وشرح معانيها، وأيضًا بعضًا من كتب أبي بكر الرازي حيث عرف فيها العلوم الطبية والأمراض وكيفية علاجها.

## انتقاله إلى دمشق
انتقل ابن القف الكركي مع والده في دمشق عام 1252 م فدرس في مدرستين للطب (مدرسة بيمرستان النوري ومدرسة بيمارستان القيمري) كما درس ابن القف الكركي عند علماء عدة، منهم شمس الدين الخسروشاهي عن العلوم والفلسفة وعلي موفق الدين السامري حيث درس الطب من خلاله ومن علماء آخرين أيضًا، وكان قد قرأ أيضاً كتاب إقليدس على يد مؤيد الدين العرضي، ثم أصبح ممارسًا في الطب عام 1262 م حيث عين طبيبًا في الجيش ثم مدرسًا لطلاب للطب آنذاك، وكان قد ذهب إلى قلعة علجون ليخدم فيها أثناء هجوم التتار على بلاد الشام عدة سنين حيث ألف فيها كتاب الشافي في الطب عام 1271 م إلى 1272 م، ثم رجع إلى قلعة دمشق حيث كان يداوي المرضى.

## من مؤلفاته[6]
لابن القف الكركي العديد من المؤلفات والمقالات التي يحتاجها الجراجون في المداواة، وحفظت بعضها الفاتيكان والمتحف البريطاني وفي بعض المكاتب العربية مثل مكتبة دمشق والتي لا تزال بعضًا منها مفقودة أو أنها لم تتم، ومن مؤلفاته:
- الشافي في الطب (1271 م إلى 1272 م).
- جامع العرض في حفظ الصحة والمرض (1274 م).
- الكليات من كتاب القانون في الطب لابن سينا (1278 م) في ست مجلدات.
- العمدة في الجراحة (1281 م).[7]
- كتاب الأصول في شرح الفصول (1283 م).